# Ardagh

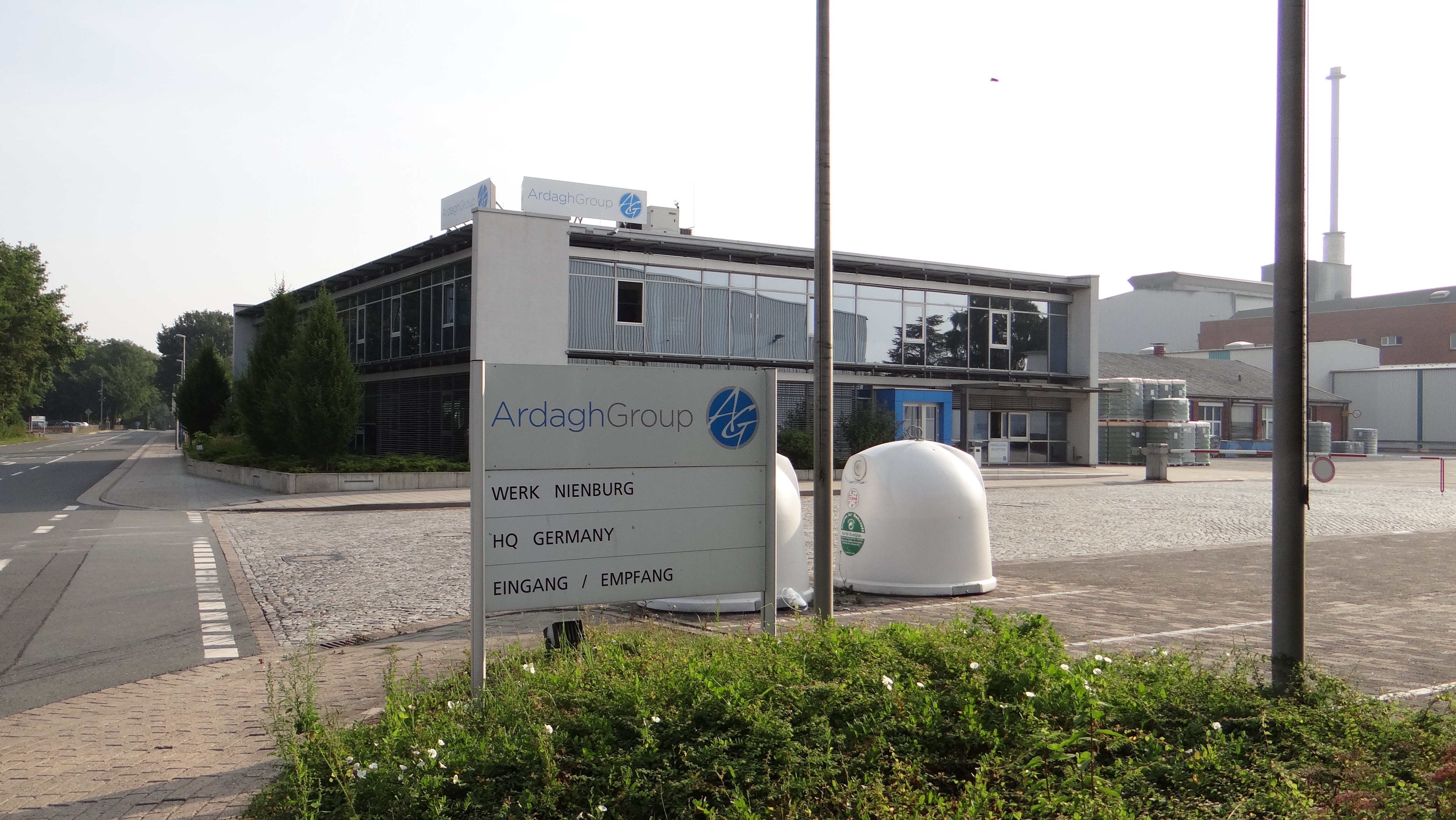

Ardagh est une entreprise irlandaise de conteneurs en verre et en métal. Son histoire remonte à 1932 avec Irish Glass Bottle Company.

## Histoire
À la mi 2014, Ardagh acquiert l'activité de Saint-Gobain Verallia centrée sur l'Amérique du Nord pour 1,5 milliard d'euros,.
En avril 2016, Ardagh acquiert une vingtaine d'usines de Ball Corporation et de Rexam pour 3,4 milliards de dollars, à la suite de l'acquisition de Rexam par Ball Corporation, qui nécessite la vente de certains actifs pour satisfaire les autorités de la concurrence.
En novembre 2021, Ardagh annonce l'acquisition de Consol, une entreprise de fabrication de bouteille en verre présente en Afrique, pour 617 millions de dollars.